# جهنمی (آلبوم وارلاک)
| بررسی انتقادی                  | بررسی انتقادی |
| منبع                           | رتبه‌بندی      |
| ------------------------------ | ------------- |
| آل‌میوزیک                       | [ ۱ ]         |
| راهنمای کلکسیونی برای هوی متال | ۶/۱۰          |
| کرنگ!                          | [ ۳ ]         |

جهنمی (به انگلیسی: Hellbound) دومین آلبوم استودیویی گروه هوی متال آلمانی وارلاک است که در سال ۱۹۸۵ توسط ورتیگو رکوردز منتشر شد.

## فهرست ترانه‌ها
| طرف اول | طرف اول                             | طرف اول                                                                | طرف اول |
| شماره   | نام                                 | نویسنده(ها)                                                            | مدت     |
| ------- | ----------------------------------- | ---------------------------------------------------------------------- | ------- |
| ۱.      | «جهنمی» (Hellbound)                 | پیتر سیگتی، هنری استاروس، دورو پش، فرانک رایتل، مایکل اوریش، رودی گراف | ۳:۴۲    |
| ۲.      | «تمام شب» (All Night)               | سیگتی، استاروس، رنه مائوئه، گراف، رایتل، اوریش، پش                     | ۴:۰۶    |
| ۳.      | «زمین لرزان راک» (Earthshaker Rock) | گراف، رایتل، پش، سیگتی، اوریش                                          | ۳:۲۷    |
| ۴.      | «کودک خشمگین» (Wrathchild)          | سیگتی، استاروس، پش، رایتل، اوریش، گراف                                 | ۳:۳۵    |
| ۵.      | «پایین و خارج» (Down and Out)       | گراف، رایتل، پش، سیگتی، اوریش                                          | ۴:۰۶    |

| طرف دوم | طرف دوم                           | طرف دوم                                        | طرف دوم |
| شماره   | نام                               | نویسنده(ها)                                    | مدت     |
| ------- | --------------------------------- | ---------------------------------------------- | ------- |
| ۶.      | «خارج از کنترل» (Out of Control)  | گراف، استاروس، پش، مائوئه، رایتل، سیگتی، اوریش | ۴:۵۰    |
| ۷.      | «زمان مردن» (Time to Die)         | گراف، استاروس، پش، رایتل، سیگتی، اوریش         | ۴:۲۸    |
| ۸.      | «بلند فریاد بزن» (Shout It Out)   | سیگتی، استاروس، پش، رایتل، اوریش، گراف         | ۴:۲۰    |
| ۹.      | «قلب من را بگیر» (Catch My Heart) | سیگتی، مائوئه، پش، رایتل، اوریش، گراف          | ۴:۵۵    |

| ۲۰۱۱ آهنگ‌های جایزهٔ نسخهٔ سی دی | ۲۰۱۱ آهنگ‌های جایزهٔ نسخهٔ سی دی | ۲۰۱۱ آهنگ‌های جایزهٔ نسخهٔ سی دی          | ۲۰۱۱ آهنگ‌های جایزهٔ نسخهٔ سی دی |
| شماره                         | نام                           | نویسنده(ها)                            | مدت                           |
| ----------------------------- | ----------------------------- | -------------------------------------- | ----------------------------- |
| ۱۰.                           | «هل رایزر» (Hellraiser)       | پش، جوی بالین، تامی هنریکسن            | ۴:۵۰                          |
| ۱۱.                           | «جهنمی» (Hellbound live)      | سیگتی، استاروس، پش، رایتل، اوریش، گراف | ۳:۴۰                          |

## دست‌اندرکاران

### وارلاک
- دورو پش – خواننده
- رودی گراف – گیتار
- پیتر سیگتی – گیتار
- فرانک رایتل – بیس
- مایکل اوریش – درامز

### تولید
- هنری استاروس - تهیه‌کننده، تنظیم، میکس
- رینر آسمن – تهیه‌کننده، مهندس، میکس
- هری تومان – برنامه‌نویسی سینث‌سایزر
- پیتر زیمرمن - مدیریت